# Titanic Memorial
Het Titanic Memorial een standbeeld in het zuidwesten van Washington D.C. ter ere van de mannen die hun leven gaven opdat vrouwen en kinderen konden worden gered bij de ramp van de Titanic. Het monument is opgericht door de Women's Titanic Memorial Association.
Het monument is gelegen aan P Street SW, aan het Washingtonkanaal, nabij Fort Lesley J. McNair. Het standbeeld werd ontworpen door Gertrude Vanderbilt Whitney en gebeeldhouwd door John Horrigan uit een stuk rood graniet. Het werd onthuld op 26 mei 1931 door Helen Taft, weduwe van president Taft.
Oorspronkelijk stond het monument aan de New Hampshire Avenue in het Rock Creek Park, langs de rivier de Potomac. Het monument werd verwijderd in 1966 om plaats te maken voor het John F. Kennedy Center for the Performing Arts. Het gedenkteken werd opnieuw geplaatst in 1968 — zonder ceremonie — op de huidige locatie.
In de film Titanic uit 1997 is een scène waarin Kate Winslet de pose van het standbeeld imiteert op de boeg van de Titanic.

## Inscriptie
Voorzijde:
| In het Engels | In het Nederlands |
| --- | --- |
| TO THE BRAVE MEN WHO PERISHED IN THE WRECK OF THE TITANIC APRIL 15 1912 THEY GAVE THEIR LIVES THAT WOMEN AND CHILDREN MIGHT BE SAVED” ERECTED BY THE WOMEN OF AMERICA | AAN DE DAPPERE MANNEN DIE OMKWAMEN IN HET WRAK VAN DE TITANIC 15 APRIL 1912 ZIJ GAVEN HUN LEVENS OPDAT VROUWEN EN KINDEREN MOCHTEN WORDEN GERED OPGERICHT DOOR DE VROUWEN VAN AMERIKA |

Achterzijde:
| In het Engels | In het Nederlands |
| --- | --- |
| TO THE YOUNG AND THE OLD THE RICH AND THE POOR THE IGNORANT AND THE LEARNED ALL WHO GAVE THEIR LIVES NOBLY TO SAVE WOMEN AND CHILDREN | AAN DE JONGEN EN DE OUDEN DE RIJKEN EN DE ARMEN DE ONWETENDEN EN DE LERENDEN ALLEN DIE HUN LEVEN NOBEL GAVEN OM VROUWEN EN KINDEREN TE REDDEN |